# Renato Casarotto
Renato Casarotto, né le 15 mai 1948 à Arcugnano (Italie) et mort le 16 juillet 1986 sur le K2, au Pakistan, est un alpiniste italien du XXe siècle.
Casarotto est l'un des meilleurs alpinistes italiens des années 1970 et 1980, il est alors célèbre pour ses tentatives d'ascensions hivernales en solitaire dans les Dolomites et sur le mont Blanc, ainsi que pour avoir ouvert des nouvelles voies en Patagonie, au Pérou et dans le Karakoram au Pakistan.

## Biographie
Casarotto commence à pratiquer l'alpinisme en 1968 à 20 ans, pendant son service militaire qu'il effectue au sein du bataillon d'Alpini (équivalent italien des chasseurs alpins français) de Cadore. Avant cela, il n'avait réalisé que quelques excursions en montagne, quelques via ferrata et de l'escalade sur le massif de la Valle dei Calvi, dans la province de Vicence. Lors de son service militaire, il reçoit des cours d'escalade sur roche et sur glace et effectue une vingtaine de sorties en cinq mois.

### Les Dolomites
À la fin de son service militaire, il se rend chaque week-end dans les Petites Dolomites afin de pratiquer l'escalade et ouvrir de nouvelles voies. Il s'attache à pratiquer l'escalade libre le plus possible.
En 1971, il décide de se lancer dans des ascensions solitaires, une façon pour Casarotto de se mesurer à la montagne et de tester ses propres limites. Le 4 juillet, il gravit en solitaire la voie Carlesso, sur le Soglio Rosso, dans le groupe du Pasubio, utilisant la technique rudimentaire de l'auto-assurage. Un mois plus tard, il réalise l'ascension par la voie Carlesso du Sengio della Sisilla, toujours en solitaire. Casarotto a toujours préféré la position de premier de cordée, y compris lorsqu'il était en compagnie de grimpeurs expérimentés, et c'est à cela qu'il attribua par la suite sa facilité à grimper en solitaire. À partir de 1973, il se met à entreprendre des ascensions hivernales.
En 1973, il fait la connaissance de Goretta Traverso, une jeune femme qui ne vient pas du monde de l'escalade mais qui sera importante dans toutes les expéditions auxquelles il prendra part. Deux ans plus tard Casarotto et Traverso se marient. En 1974, sur la paroi est du Spiz di Lagunaz, dans le groupe des Pale di San Lucano, il ouvre la voie Casarotto-Radin, en compagnie de Piero Radin. En 1975, il réalise la première ascension hivernale en solitaire de la Civetta par la voie Andrich-Faè.

### Voyage en Angleterre
En avril 1975, il se rend en Angleterre avec d'autres membres du Club alpin italien (CAI), à l'occasion d'une rencontre entre clubs alpins organisée par le British Mountaineering Council. Lors de ce voyage, il a l'occasion de découvrir le haut niveau d'escalade libre atteint en Angleterre, où le chausson d'escalade et les bicoins étaient déjà largement utilisés. Casarotto fait l’acquisition de sa première paire d'EB, l'un des fabricants de la première marque de chaussons.

### Huascarán et Fitz Roy
En 1977, il ouvre en solitaire une voie sur la face nord du Huascarán après 17 jours d'ascension, seulement assisté de sa femme depuis le camp de base.
Pendant l'hiver 1978, il tente et échoue (juste après l'expédition Messner) l'ascension de la Magic Line (éperon sud-ouest) du K2 et l'ascension du Makalu. La même année, en Californie, il gravit en solitaire, la face sud du mont Watkins par la voie Yvon Chouinard.
En 1979, en Patagonie, il effectue l'ascension en solitaire du pilier nord du mont Fitz Roy : un pilier de granite de 1 500 mètres et il lui donne le nom de sa femme (pilar Goretta), qui l'attendait au camp de base.

### La trilogie du Frêney
En 1982, Casarotto réalise un triptyque auquel il pensait depuis plusieurs années. Il s'agissait de l'ascension en solitaire et en hiver de trois voies difficiles situées dans le Frêney, sans les avoir escaladées auparavant. Casarotto avait déjà tenté, sans succès, en 1980 à partir de la crête sud de l'aiguille Noire de Peuterey, mais il avait dû arrêter à la pointe Welzenbach. En 1982, il essaie à nouveau, cette fois par la face ouest de l'aiguille Noire.
Le 1er février 1982, il entame l'approche devant le conduire à la base du mur, avec un sac à dos de 40 kg, contenant une tente en Gore-Tex, de l'équipement et de la nourriture pour plusieurs jours d'escalade. Il commence l'ascension sans radio et sans avoir déposé de réserves de fournitures le long du parcours. Les jours suivants, il attaque la voie Ratti-Vitali sur la face ouest de l'aiguille Noire de Peuterey. Dans la soirée du 4 février, il atteint le sommet, dort dans la tente et, dès le lendemain, il commence une descente difficile par le glacier du Frêney, puis remonte, le 6e jour, jusqu'à la voie Gervasutti-Boccalatte devant le mener au sommet du pic Gugliermina. Du 7 au 9 février, il réalise l'ascension de la voie Gervasutti-Boccalatte, dans des conditions de fort enneigement, et le dernier jour sous une tempête de neige. Il atteint l'aiguille Blanche de Peuterey et il se réfugie au col de Peuterey où il bivouaque dans une grotte de neige.
Le 11 février, il commence l'ascension de la voie Bonington sur le pilier Central du Frêney. Après deux jours il atteint la base de la Chandelle, la portion la plus difficile de la voie. Il grimpe cette paroi dans des conditions météorologiques mauvaises et le 14 février il atteint le sommet du Mont Blanc, entouré par le brouillard. Le lendemain, il redescend à Chamonix, côté français, par un chemin qu'il n'avait jamais emprunté.

### Autres ascensions en solitaire
Du 30 décembre 1982 au 9 janvier 1983, il gravit en solitaire la face nord du Piccolo Mangart di Coritenza, dans les Alpes juliennes. Cette voie, ouverte par Cozzolino, était considérée par Messner lui-même, comme un précurseur du septième degré.
En avril 1984, il escalade le mont McKinley par la crête sud-est (surnommée The ridge of no return, la « crête sans retour »), traçant son chemin dans un labyrinthe dangereux de corniches menaçant de s'effondrer.
En 1985, il réalise une première en faisant l'ascension en solitaire et en hiver de la voie Gervasutti, sur la face est des Grandes Jorasses.
Toujours en 1985, il réalise l'ascension du Gasherbrum II en compagnie de sa femme, Goretta Traverso, qui devient ainsi la première Italienne à atteindre le sommet d'un « huit mille ».

## Décès sur le K2
Le 12 juillet 1986, Renato Casarotto commence une tentative en solitaire sur Magic Line, maintenant un contact radio avec sa femme Goretta, restée au camp de base. Les conditions de l'ascension sont difficiles, en particulier en raison du mauvais temps ; le 16 juillet après avoir atteint les 8 300 m, Casarotto abandonne l'ascension et redescend.
Après être redescendu du mur de glace sans problème vers 19 h, et alors qu'il se trouvait tout en bas du glacier à seulement vingt minutes du camp de base, l'alpiniste est trahi par la rupture d'un pont de neige jugé sûr et sur lequel étaient passées sans problème toutes les expéditions. Il chute dans une crevasse profonde de 40 mètres : il parvient néanmoins à avertir sa femme, avec laquelle il établit un contact radio quelques minutes après sa chute. Une équipe de secours est mise sur pied, cette dernière parvient à atteindre la crevasse et à extraire le grimpeur mais ce dernier — grièvement blessé — décède peu de temps après avoir été remonté.
Son corps est ensuite inhumé dans la même crevasse. En 2003, des alpinistes kazaks retrouvent le corps, transporté en aval par le mouvement du glacier et lui donnent une sépulture définitive dans le mémorial Gilkey.
Des extraits des conversations radio entre Casarotto et sa femme, ainsi que des images de la crevasse figurent dans le documentaire K2 - Sogno et destino, réalisé par Kurt Diemberger et Julie Tullis.